# リッチ (スーパーマーケット)
株式会社リッチは、愛媛県宇和島市に本社を置きスーパーマーケットを展開していた企業。過去にスーパーセンターや食品スーパーなどを宇和島市・鬼北町・愛南町で経営していた。
地場のフジや県外のサンシャイン・マルナカなどが進出し競争激化により売上高は低迷し、2011年に13億円の負債を抱え民事再生法を申請した。
展開していた4店舗は閉店し、津島店・広見店・南宇和店の跡地には九州のディスカウントストアのダイレックスが進出。

## 沿革
- 1962年3月 - 創業[3]。
- 1965年3月10日 - 会社設立[3]。
- 1984年3月 - 第一号店開店[3]。
- 1989年5月 - 有限会社に改組[3]。
- 1991年7月 - 株式会社に改組[3]。

## 過去に存在した店舗
- スーパーセンターリッチ南宇和店(2011年12月11日閉店) - 愛媛県南宇和郡愛南町
- スーパーセンターリッチ津島店 - 愛媛県宇和島市津島町
- スーパーセンターリッチ広見店 - 愛媛県北宇和郡鬼北町
- グルメリッチ保手店 - 愛媛県宇和島市保手
- スーパーセンターリッチ宇和島本店（本社も所在） - 愛媛県宇和島市保田

併設：オートザム宇和島（1999年に「ライク」に屋号を変えた後2001年に閉店）